# Afilia Saga
Afilia Saga, connu avant sous le nom de Afilia Saga East (アフィリア・サーガ・イースト, Afilia Sāga Īsuto), est un groupe féminin de J-pop à l'effectif changeant, composé d'idoles japonaises et ayant commencé leur carrière en 2008.
Les membres d'Afilia Saga ont interprété de nombreuses chansons tie-up pour des séries d'anime, des jeux vidéo et des émissions TV tels que Steins Gate, Tanteibu The Detective Club, Hyperdimension Neptunia (神次元ゲイムネプテューヌ), Venus and the Seven Blue Seas (ヴィーナスと蒼き七つの海), Isuca (イスカ), etc.
Elles font également quelques apparitions en tant qu'actrices ou à la radio.
Le groupe d'idoles fait partie de la chaîne de maid cafés et de restaurants Afilia situés dans les quartiers suivants de Tokyo : Ikebukuro, Ueno, Roppongi et Shinjuku. Les membres y travaillent également en tant que maids.

## Histoire
Le groupe se forme en 2008 sous le nom de Afilia Saga East.
Le programme Afilia Saga Tora no Ana (アフィリア・サーガ・虎の穴) a été diffusé sur Kids Station de novembre 2008 à mars 2010.
Leur 1er single Luminous no Izumi (ルミナスの泉) est sorti en mars 2009.
L'émission internet Afilia Saga no Magical! Time (アフィリア・サーガのマジカル！タイム) a été retransmise sur Akiba.TV d’avril à septembre 2010.
Les filles ont animé Afilia Saga Quest (アフィリアサーガクエスト) on Enta!371 (エンタ!371) de septembre 2010 à décembre 2012.
Leur premier album Whitism est sorti en juin 2011.
Le groupe d'idoles a donné son premier concert en juin 2011 au Shibuya Duo Music Exchange à Tokyo.
Le mot « East » a été retiré du nom du groupe d'idoles en juin 2013.
Les Afilia Saga ont signé sous le label Stand-Up! Records de Mages en février 2014. Elles ont été les premières artistes à faire partie ce label spécialisé dans les idoles.
Love Berry Janne, Nana Drop Bijou, Alice Rozen et Myuna Shulita sont recrutées comme nouvelles membres en juillet 2014.
Le concert Afilia Saga One Man Live Forest of Brillia in Hong Kong a eu lien en février 2015.
Miku Doll Charlotte a joué le rôle d’une catcheuse dans la pièce de théâtre Ring no Macbethリングのマクベス () en mai 2015 au Woody Theatre Nakameguro.
Laura Sucreine a annoncé sa graduation et l'arrêt de sa carrière dans l'industrie du divertissement en mai 2015.
Ayami Chercy Snow, Miku Doll Charlotte et Kohime Lit Pucci sont apparues en tant qu'invitées dans la pièce de théâtre Nukketsu Seishun Gasshou Monogatari Dream Crescendo ~Stage of the Ground~ (熱血青春合唱物語　ドリームクレッシェンド～Stage of the ground～) en juillet 2015. Les rôles principaux étaient interprétée par les Idol College.
Momoko Little Berry et Moe Mieray ont rejoint les Afilia Saga en tant que nouvelles membres en juillet 2015.
Leur 3e album Realism, en vente en août 2015.
En septembre 2015, Raymee Heavenly a effectué sa graduation afin de poursuivre sa carrière en tant qu’actrice de doublage (seiyuu).
La leader Louise Sforzur et Ayami Chercy Snow animent l’émission de radio Afilia Saga Otaku Bu (アフィリア・サーガおたく部) sur FM Port depuis octobre 2015. Ces dernières et Yukafin Doll annoncent leur graduation en novembre 2015. Elles vont quitter le groupe d'idoles au cours du printemps 2016.
Kaori Selene Gotland, Kana R Norwich et Yumi W Klein sont recrutées en tant que membres de la 10e génération en décembre 2015. Elles ont fait leur première apparition sur le single Itsuka Mita Niji no Sono Shita de (いつか見た虹のその下で) en vente en mars 2016.
En tant que gravure idol, Maho Sotto Voce sort son 1st DVD solo Mahou Shoujo (魔法少女。) en décembre 2015. Il comprend des vidéos sexy d’elle en maillot de bain ainsi qu’en costumes de maid et d’étudiante.
En janvier 2016, Ayami Chercy Snow participe à un événement pour la promotion de Amalka (アマールカ). Le projet est basé sur le dessin animé tchécoslovaque des années 1970 Víla Amálka (Fairy Amalka) qui est devenu populaire récemment au Japon. De nombreux produits dérivés ont été créés autour des personnages. Ayami a déclaré être une fan de l'histoire.

## Membres

### Membres actuels
- Ayami Chercy Snow (アヤミ・チェルシー・スノウ?)
- Kohime Lit Pucci (コヒメ・リトプッチ?) (jusqu'en mars 2017)
- Maho Sotto Voce (マホ・ソット・ボーチェ?)
- Miku Doll Charlotte (ミク・ドール・シャルロット?) (jusqu'en mars 2017)
- Raymee Heavenly (レイミー・ヘヴンリー?)
- Love Berry Janne (ラブ・ベリー・ジャンヌ?)
- Momoko Little Berry (モモコ・リトルベリー?) (joint en juillet 2015)
- Moe Mieray (モエ・ミーレイ?) (joint en juillet 2015)
- Nana Drop Bijou (ナナ・ドロップ・ビジュー?) (joint en décembre 2015)
- Kaori Selene Gotland (カオリ・セレーネ・ゴドランド?) (joint en décembre 2015)
- Kana R Norwich (カナ・R・ノーウィッチ?) (joint en décembre 2015)
- Yumi W Klein (ユミ・W・クライン?) (joint en décembre 2015)

### Ex-membres
- Ramune Lithe Antique (ラムネ・リザ・アンティーク?) (jusqu'en mai 2009)
- Lily Coco Evance (リリィ・ココ・エヴァンス?) (jusqu'en août 2009)
- Mayurin Shidii Messhu (マユリン・シディー・メッシュ?) (mai 2009 - septembre 2009)
- Yuki Callenreese (ユウキ・カーレンリース?) (jusqu'en décembre 2009)
- Mew Chat Noir (ミュー・シャ・ノワール?) (jusqu'en mars 2010)
- Meena M. Frace (ミィナ・M・フラーチェ?) (jusqu'en mars 2012)
- Rose Gardenfairy (ロゼ・ガーデンフェアリー?) (jusqu'en mars 2012)
- Karen Classica (カレン・クラシュカ?) (octobre 2010 - septembre 2012)
- Kurumi Lala Milk (クルミ・ラーラ・ミルク?) (août 2009 - février 2013)
- Meiry Malonfeel (メイリ・マロンフィール?) (mai 2009 - mars 2013)
- Aria M Milvana (アリア・M・ミルヴァーナ?) (jusqu'en décembre 2013)
- Emiu Weilschmidt (エミュウ・ヴァイルシュミット?) (jusqu'en décembre 2013)
- Reina Scott Mauser (レイナ・スコット・モーゼル?) (jusqu'en septembre 2014)
- Laura Sucreine (ローラ・シュクレーヌ?) (jusqu'en mai 2015)
- Alice Rozen (アリス・ローゼン?) (juillet 2014 - septembre 2016)
- Myuna Shulita (ミュナ・シュリータ?) (juillet 2014 - décembre 2016)
- Louise Sforzur (ルイズ・スフォルツア?) (jusqu'en décembre 2016)
- Yukafin Doll (ユカフィン・ドール?) (jusqu'en mars 2017)

## Discographie

### Albums
Afilia Saga East
1. 1er juin 2011 – Whitism

Afilia Saga
1. 24 avril 2013 – Archism
2. 26 août 2015 – Realism

### Singles
Afilia Saga East
1. 31 mars 2009 – Luminous no Izumi (ルミナスの泉?)
2. 27 mai 2009 – Meridin no Inori (メリディンの祈り?)
3. 3 février 2010 – Hōgako_Romance / Kyōikuteki Shidō ! (放課後_ロマンス／教育的指導！?)
4. 28 avril 2010 – Watashi ☆LOVE na☆ Otome ! (ワタシ☆LOVEな☆オトメ！?)
5. 1er décembre 2010 – Knee High Egoist (ニーハイ・エゴイスト?)
6. 27 juillet 2011 – La*La*La Revolution (La*La*Laラボリューション?)
7. 28 mars 2012 – Mirai no Watashi wo Matteiru (未来の私を待っている?)
8. 13 juin 2012 – Kindan Muteki no Darling (禁断無敵のだーりん?)
9. 25 novembre 2012 – SURVIVE!!

Afilia Saga
1. 7 août 2013 – Neptune☆Sagashite (ネプテューヌ☆サガして?)
2. 13 novembre 2013 – S・M・L☆
3. 23 juillet 2014 – Magical Express Journey (マジカル☆エクスプレス☆ジャーニー?)
4. 26 novembre 2014 – Japonesque × Romanesque
5. 11 février 2015 – Never Say Never
6. 18 novembre 2015 – Embrace Blade
7. 2 mars 2016 – Itsuka Mita Niji no Sono Shita de (いつか見た虹のその下で?)
8. 26 juillet 2016 – Lost In The Sky
9. 25 janvier 2017 – Mahō no Chocolate Densetsu (魔法のチョコレート伝説?)
10. 19 avril 2017 – Higori Teki Katsu Teisei Funo na Omoikomi (非合理的かつ訂正不能な思い込み?)